# Neacreotrichus vittiventris
Neacreotrichus vittiventris är en tvåvingeart som först beskrevs av Daniel William Coquillett 1904.  Neacreotrichus vittiventris ingår i släktet Neacreotrichus och familjen svävflugor. Inga underarter finns listade i Catalogue of Life.